# Manuel Francisco de Vargas
Manuel Francisco de Vargas (Mértola, 23 de novembro de 1849 — 9 de dezembro de 1921), também conhecido como Conselheiro Vargas, foi um engenheiro, empresário e político português. Foi um destacado numismata, especialista em moedas hispano-árabes.

## Biografia
Nascido no Alentejo, foi um dos engenheiros do Linha do Douro, tendo sido nomeado, em 4 de Fevereiro de 1888, como um dos membros de uma comissão para organizar as expropriações necessárias para a construção do troço entre as Estações de Porto-São Bento e Porto-Campanhã. Exerceu funções como subdirector e administrador da companhia dos Caminhos de Ferro Portugueses. Desempenhou, igualmente, o cargo de Ministro das Obras Públicas, Comércio e Indústria entre 1900 e 1903, tendo-se distinguido por ter levado a cabo uma reforma dos sistemas de tarifas do transporte ferroviário, e ter elaborado e publicado o Plano da Rede ao Sul do Tejo, um documento oficial que delineou todos os projectos ferroviários daquela época no Sul de Portugal.
Foi ministro das Obras Publicas de 1900 a 1903.
Como especialista em numismática árabe foi autor de vários trabalhos publicados em O Arqueólogo Português É também autor do Catálogo das Moedas Árabes, saído no tomo XI do Boletim da Associação dos Arqueólogos.